# Gerard de Wit (organist)
Gerard de Wit (Dordrecht, 5 februari 1985) is een Nederlands organist, klavecinist, componist en dirigent.

## Orgel
De Wit groeide op in een muzikale familie. Na de eerste lessen op het gebied van klavierspel en een studie koordirectie en zang aan de Hogeschool Gorinchem (Instituut Dirigenten Educatie), zette hij zijn studie voort bij Bas de Vroome aan het Rotterdams Conservatorium. In 2015 begon De Wit een masteropleiding Orgel bij Ton Koopman aan het Koninklijk Conservatorium (Den Haag). Hij is organist in de Oude Kerk in Zwijndrecht, en concerteerde op diverse historische orgels, o.a. het Schonat-orgel in de Nieuwe Kerk (Amsterdam), het Albert Kiespenning-orgel in de Grote Kerk te Wijk bij Duurstede, het Hillebrand-orgel in de Koepelkerk te Veenhuizen en het  Van Deventer-orgel in de Grote Kerk te Nijkerk.

## Klavecimbel
De Wit studeerde Klavecimbel Bij Ton Koopman en Tini Mathot aan het Koninklijk Conservatorium in Den Haag. Hiernaast volgde hij lessen Historische Documentatie en Uitvoeringspraktijk bij o.a. Peter van Heyghen en Basso Continuo bij Kathryn Cok en Patrick Ayrton. Hij specialiseerde zich in barokmuziek. Gerard de Wit is een voorstander van de authentieke uitvoeringspraktijk en richt zich erop, de muziekwerken zo authentiek mogelijk uit te voeren, onder andere door gebruik van oude vingerzettingen en het bespelen van historische instrumenten. In de Trinitatiskapel (Dordrecht) organiseerde hij een concertserie 'Rond het Kroesbergen Klavecimbel'.

## Compositie
In 2003 won De Wit de eerste prijs tijdens een compositiewedstrijd van het Reformatorisch Dagblad en De Orgelvriend. Voor de presentatie van zijn compositie kreeg hij de publieksprijs toegekend. Daarnaast heeft hij muziekstukken bewerkt voor koor en orgel. Momenteel werkt hij aan psalmbewerkingen in barokke stijl, geïnspireerd op de grote meesters uit de Noord-Duitse Orgelschool. Diverse werken zijn uitgegeven bij uitgeverij Den Hertog te Houten.

## Stichting Dutch Baroque
In het najaar van 2014 richtte De Wit de Stichting Dutch Baroque op. Deze stichting zet zich in om, in de traditie van eerdere vooraanstaande oude-muziekpioniers zoals Ton Koopman en Gustav Leonhardt, de verworvenheden van de historiserende uitvoeringspraktijk van de oude muziek voort te zetten en door te geven aan de nieuwe generatie. De stichting omvat een orkest (het Dutch Baroque Orchestra), een kamerkoor (het Dutch Baroque Vocal Consort), een jongerenkoor en een leerschool – het kamerkoor werd reeds in 2008 opgericht onder de naam Camerate Musicale.